# Трегубова, Елена Викторовна
Елена Викторовна Трегубова (род. 24 мая 1973, Москва) — российская журналистка и писательница, публицист. Проработав в «кремлёвском пуле», написала и опубликовала книгу «Байки кремлёвского диггера», после чего получила ряд угроз и была вынуждена покинуть Россию. В настоящее время проживает в Великобритании со статусом политического эмигранта.

## Журналистская карьера
Елена Трегубова решила стать журналисткой в августовские дни 1991 года, поскольку считала, что «журналисты были героями народа, всегда в оппозиции».
Окончила факультет журналистики МГУ в 1995 году. Журналистскую карьеру начала в «Независимой Газете», затем работала на радио «Немецкая волна», в газетах «Сегодня» (до октября 1996), журнале «Итоги» (с ноября 1996 по февраль 1997), «Русский телеграф» (с января по сентябрь 1998), после его закрытия перешла в «Известия» (с октября 1998 по март 1999), затем в «Коммерсантъ» (с апреля 1999 по апрель 2003). С 1997 по 2001 г. входила в так называемый «кремлёвский пул» — круг журналистов, аккредитованных при Президенте РФ.

## «Байки кремлёвского диггера»
В 2001 году администрация нового президента Путина отказала Трегубовой в аккредитации. По мнению Трегубовой, причиной отказа был критический тон её статей. В 2003 году Трегубова издала книгу «Байки кремлёвского диггера», в которой рассказала о закулисной стороне жизни российской политической верхушки, подоплёке дела «Связьинвеста», разгона реформаторов в 1997 году, борьбы «Семьи» против Лужкова и Примакова, назначения Путина, «уничтожения независимой политической журналистики в России». Книга отображает деятельность политиков и олигархов, включая Бориса Березовского. Трегубова сравнивает руководство страны с «мутантами» из фантастического фильма — существами иной, нечеловеческой природы, а себя — с диггером в подземелье среди мутантов. Центральный сюжет книги — неформальный разговор Трегубовой с тогдашним директором ФСБ Владимиром Путиным, которого она оценивает как человека «вполне среднего, советского образования и заурядного интеллекта, но гибкого».
Книга стала бестселлером. Всего было продано 300 тысяч экземпляров издания. Книгу распространяли в ксерокопиях ещё до выхода в свет. В 2005 году книга «Байки кремлёвского диггера» вышла на итальянском языке под названием «Кремлёвские мутанты» («I mutanti del Cremlino», издательство Piemme). В октябре 2006 книга вышла на немецком («Die Mutanten des Kremls», издательство Tropen Verlag). Австрийское радио ОЕ1 отмечало, что книга «Кремлёвские мутанты» могла произвести впечатление исполненного ненависти памфлета, но что местами книга, действительно, точна и, очевидно, объективна. По оценке Berliner Zeitung, книга была плохо написанным шедевром, обнажающим механизмы власти, притом что речь в ней шла исключительно об отдельных личностях, прежде всего, о личности автора — женщины исключительно самоуверенной.
По словам Трегубовой, в Голливуде ей предлагали написать сценарий на основе книги.
Книга, по утверждениям СМИ, вызвала «крайне негативную реакцию» среди кремлёвских чиновников, в особенности среди её непосредственных «героев» — людей из «ближнего круга» Путина. СМИ утверждали, что Трегубова была поставлена «на особый учёт», по их выражению, «искусствоведами в штатском» и попала в «чёрный список» журналистов, неугодных власти. Вскоре после выхода книги Трегубова была уволена из «Коммерсанта» с формулировкой «за прогул» и с того момента не имела постоянной работы в штате какого-либо российского СМИ.
В ноябре 2003 года о книге был подготовлен обширный сюжет на телеканале НТВ (программа «Намедни» Леонида Парфёнова). Сюжет был убран с вещания перед самым эфиром, однако уже после того, как был показан на Дальнем Востоке (днём 11 ноября). Сняли с эфира его по личному указанию гендиректора компании Сенкевича. Парфёнов, секретарь Союза журналистов России Федотов и ряд общественных деятелей расценили этот факт как акт политической цензуры. Напротив, в публичных высказываниях Сенкевича в качестве мотивировки собственного решения фигурировали эстетические критерии, он обвинял материал в «хамстве и пошлости».

## Взрыв у двери Трегубовой
Через три месяца после выхода книги, 2 февраля 2004 у двери Трегубовой в доме по Большому Гнездниковскому переулку произошёл взрыв. Под дверь соседней нежилой квартиры было подложено взрывное устройство, которое должно было сработать в момент, когда Трегубова, заказавшая по телефону такси, выйдет из квартиры. По словам самой Трегубовой, её спасло то, что она задержалась перед зеркалом. Первоначально было заявлено, что была использована светошумовая граната, тем не менее впоследствии эксперты установили, что это было самодельное взрывное устройство мощностью 60-80 г в тротиловом эквиваленте; по мнению экспертов, если бы Трегубова вышла в назначенный по телефону момент, она бы оказалась в центре взрыва, что привело бы к баротравме и сильным ожогам.
В ГУВД изначально отрицали связь взрыва, квалифицированного как «хулиганские действия», связанные с профессиональной деятельностью Трегубовой, заявив, с одной стороны, что «квартира, у двери которой произошёл взрыв, в момент взрыва была пуста» и в ней никто не проживает с 2000 г., с другой же — что бомба предназначалась бывшему хозяину этой квартиры Юрию Скляру.
Было официально заявлено, что Трегубова после взрыва в милицию не обращалась. Трегубова утверждала, что она пыталась дать официальные показания, но милиция не проявила к этому никакого интереса. 3 февраля, когда о взрыве сообщили российские и мировые СМИ, интерпретировавшие его как покушение на Трегубову, и «дело приобрело слишком большой общественный резонанс», Трегубова была вызвана на допрос в ГУВД Москвы. Следователи Тверской межрайонной прокуратуры отказались возбуждать дело по этому эпизоду, квалифицировав его как «хулиганство».
В газете «Московский комсомолец» на следующий день после взрыва появилась статья, утверждающая, что взрыв был рекламным трюком, устроенным самой Трегубовой для поднятия рейтинга «Баек кремлёвского диггера», которую газета назвала «весьма посредственным литературным произведением» и выход которой, по утверждениям газеты, «благословляли» люди из окружения Бориса Березовского. Также утверждалось, что Трегубова была немедленно после взрыва допрошена милицией.
Трегубова заявила, что «ответ на вопрос о заказчиках покушения стоит искать в том факте, что после покушения милиция отказалась взять у меня официальные показания». Трегубова связала взрыв со своей писательской деятельностью: «Недавно мой издатель Александр Иванов рассказал в интервью радиостанции „Эхо Москвы“, что я пишу вторую книгу, кроме того, я работаю над западной версией „Баек кремлёвского диггера“. Видимо, кому-то это не понравилось». Организаторами взрыва Трегубова назвала своих «кремлёвских читателей». В интервью газете «Коммерсантъ» она назвала версию о причастности спецслужб маловероятной, поскольку, по её мнению, до президентских выборов Путину покушение на неё было невыгодно. Более правдоподобной Трегубова сочла версию о том, что взрыв могли устроить «психически неуравновешенные поклонники» Путина. История выхода «Баек кремлёвского диггера», попытки власти воспрепятствовать её публикации и рекламе, взрыв у квартиры стали темой новой книги Трегубовой «Прощание кремлёвского диггера».

## Эмиграция
12 октября 2006 г, через пять дней после убийства Анны Политковской, Трегубова опубликовала в немецкой газете Zeit открытое письмо канцлеру ФРГ Ангеле Меркель, встречавшейся в тот день с Путиным. В письме, изданном под заголовком «Молчание является соучастием», Трегубова обвинила Путина в убийстве Политковской, преследовании свободы слова и нарушении прав человека в России и потребовала изменить политику в отношении России с тем, чтобы «остановить политические убийства в стране, прекратить нарушение прав человека и отказаться от политики ликвидации независимых СМИ в России». После этого, по словам Трегубовой, у её дома постоянно стали дежурить два человека.
Вслед за этим Трегубова покинула Россию и уехала в Англию, где продолжала в статьях и интервью требовать от европейских политиков принять более жёсткий курс в отношении правительства Путина. В марте 2007 г. Трегубовой, в числе других лиц, интересовались представители Генеральной Прокуратуры РФ во время допроса Бориса Березовского по делу Литвиненко, что Березовский расценил как признак опасности, угрожающей Трегубовой. Месяц спустя, 23 апреля 2007 года, Трегубова попросила политического убежища в Англии. По её словам, она получила достоверные сведения, что в случае возвращения в Россию ей грозит политическое убийство. 2 апреля 2008 Трегубова сообщила, что убежище в Англии было ей предоставлено.
В эмиграции журналистка начала публиковать художественную прозу под псевдонимом Lena Swann.
В 2015 году в харьковском издательстве «Фолио» вышел роман Трегубовой «Распечатки прослушек интимных переговоров и перлюстрации личной переписки» в двух томах.
В 2018 году в российском интернет-издательстве Ridero вышла книга Трегубовой «Искушение Флориана». В 2019 году то же издательство опубликовало её новый роман «Рецепт».

## Произведения
- Трегубова, Е. В. Байки кремлёвского диггера. — М.: Ad Marginem, 2003. — 384 с. — 50 000 экз. — ISBN 5-93321-073-0.
- Трегубова, Е. В. Прощание кремлёвского диггера. — М.: Ad Marginem, 2004. — 208 с. — ISBN 5-93321-095-1.
- Lena Swann. Распечатки прослушек интимных переговоров и перлюстрации личной переписки (в двух томах). — Харьков: Фолио, 2015. — ISBN 978-966-03-7173-6 ; 978-966-03-7171-2 ; 978-966-03-7172-9.
- Lena Swann. Искушение Флориана. --Ридеро, 2018.
- Lena Swann. Рецепт. Ридеро, 2019.

### Аудиокниги Трегубовой
- Байки кремлёвского диггера

### Статьи Трегубовой
- Реинкарнация агрессора 18.08.2008
- «Кто ослеп, а кто ох. ел?» (о российской «культурной элите») 23.04.2008
- Как нам пережить Путина (обращение к читателям)
- Почему я покинула путинскую Россию. И почему Запад не должен ему больше потакать Открытое письмо G8. «The Independent», 5 июня 2007
- В путинской России воцарились законы бандитизма // «The Independent», 18 июня 2007

### Интервью с Трегубовой
- Интервью «Новой Газете»
- Интервью Би-Би-Си
- Интервью БелГазете
- Е. Трегубова о себе и своей книге.
- Интервью радио «Свобода»
- Иванов врёт (о деле Литвиненко)
- Я понимаю, что приводит в ярость Кремль. Интервью «Граням.ру»
- Путина ещё можно вернуть в рамки игры. Интервью ВВС
- Россияне стали заложниками режима Путина
- Инна Денисова. «Я про Путина всё понимала» // «Радио Свобода», 26.09.2015

### Статьи о Трегубовой
- «Мое единственное оружие — журналистика»// Дэвид Херст, «Гардиан», 26 июня 2007
- Знакомы ли вы с Литвиненко?//Кристиан Эш, Berliner Zeitung
- Е. Трегубова в Лентапедии
- У квартиры Елены Трегубовой произошёл взрыв
- «Новая Газета» о покушении на Трегубову
- Статья об авторе в интернет-магазине
- Рецензия на книгу Трегубовой «Байки кремлёвского диггера»